# جوزيف كارير
جوزيف كارير (بالفرنسية: Joseph Carrière)‏ هو عالم عقيدة فرنسي، ولد في 19 فبراير 1795، وتوفي في 23 أبريل 1864.